# بیگ فور (وایت استار لاین)
بیگ فور ( خط ستاره سفید) (به انگلیسی: Big Four (White Star Line)) یک کشتی است که طول آن 700-730 ft (213.8 m) می‌باشد.